# Lista de rainhas de Aragão
Esta é uma lista das mulheres que usaram o título de Rainha de Aragão, seja por direito próprio ou por casamento. Quase todas elas foram rainhas de Aragão por casamento, mas aquelas que governaram de fato estão distacadas em negrito.

## Condado de Aragão
| De  | Até | Nome                         | Casa originária                                      | Esposa de          |
| --- | --- | ---------------------------- | ---------------------------------------------------- | ------------------ |
|     |     |                              |                                                      | Aznar I Galíndez   |
|     |     | Matrona                      | filha de Aznar I Galíndez conde de Aragão            | Garcia I Galíndez  |
|     |     | Nunila de Pamplona           | filha de Íñigo Arista de Pamplona rei de Pamplona    | Garcia I Galíndez  |
|     |     | Guldreguda                   |                                                      | Galindo I Aznárez  |
|     |     | Onneca de Pamplona           | filha do rei de Pamplona, Garcia Íñiguez de Pamplona | Aznar II Galíndez  |
| 933 | 940 | Garcia Sanches I de Pamplona | Dinastia Jimena                                      | Andregoto Galíndez |

### Dinastia Jimena
Consortes de Aragão e de Navarra
| De     | Até  | Nome                        | Casa originária            | Esposa de                     |
| ------ | ---- | --------------------------- | -------------------------- | ----------------------------- |
| c. 943 | 970  | Teresa de Leão              | Dinastia Pelagiana         | Garcia Sanches I de Pamplona  |
| 970    | 994  | Urraca Fernandes de Castela | Lara                       | Sancho Garcês II de Pamplona  |
| 994    | 999  | Jimena Fernandes            | filha de Fernando Bermudes | Garcia Sanches II de Pamplona |
| 1010   | 1035 | Munia Mayor de Castela      | Lara                       | Sancho Garcês III de Pamplona |

## Reino de Aragão
| De   | Até  | Nome              | Casa originária | Esposa de |
| ---- | ---- | ----------------- | --------------- | --------- |
| 1036 | 1049 | Ermesinda de Foix | Foix            | Ramiro I  |
| 1054 | 1063 | Inês da Aquitânia | Poitiers        | Ramiro I  |
| 1065 | 1070 | Isabel de Urgel   | Urgel           | Sancho I  |

| De   | Até  | Nome                | Casa originária | Esposa de |
| ---- | ---- | ------------------- | --------------- | --------- |
| 1076 | 1094 | Felícia de Roucy    | Montdidier      | Sancho I  |
| 1094 | 1097 | Inês da Aquitânia   | Poitiers        | Pedro I   |
| 1097 | 1104 | Berta               | ?               | Pedro I   |
| 1109 | 1115 | Urraca I de Castela | Ximenes         | Afonso I  |

| De   | Até  | Nome                      | Casa originária | Esposa de                           |
| ---- | ---- | ------------------------- | --------------- | ----------------------------------- |
| 1135 | 1157 | Inês Matilde da Aquitânia | Poitiers        | Ramiro II                           |
| 1157 | 1162 | Petronila I               | Jimenes         | Raimundo Berengário IV de Barcelona |

### Casa de Barcelona
| De   | Até  | Nome                  | Casa originária   | Esposa de |
| ---- | ---- | --------------------- | ----------------- | --------- |
| 1174 | 1195 | Sancha de Castela     | Borgonha-Espanha  | Afonso II |
| 1204 | 1213 | Maria de Montpellier  | Montpellier       | Pedro II  |
| 1221 | 1229 | Leonor de Castela     | Borgonha-Espanha  | Jaime I   |
| 1235 | 1251 | Iolanda da Hungria    | Árpád             | Jaime I   |
| ?    | ?    | Teresa Gil de Vidaure | ?                 | Jaime I   |
| 1276 | 1285 | Constança da Sicília  | Hohenstaufen      | Pedro III |
| 1291 | 1295 | Isabel de Castela     | Borgonha-Espanha  | Jaime II  |
| 1295 | 1310 | Branca de Anjou       | Anjou             | Jaime II  |
| 1315 | 1321 | Maria do Chipre       | Poitiers          | Jaime II  |
| 1322 | 1327 | Elisenda de Moncada   | Moncada           | Jaime II  |
| 1329 | 1336 | Leonor de Castela     | Borgonha-Espanha  | Afonso IV |
| 1338 | 1347 | Maria de Navarra      | Évreux            | Pedro IV  |
| 1347 | 1348 | Leonor de Portugal    | Borgonha-Portugal | Pedro IV  |
| 1349 | 1375 | Leonor da Sicília     | Barcelona         | Pedro IV  |
| 1379 | 1387 | Sibila de Fortià      | Fortià            | Pedro IV  |
| 1387 | 1395 | Iolanda de Bar        | Montbelliard      | João I    |
| 1396 | 1406 | Maria de Luna         | Luna              | Martim I  |
| 1409 | 1410 | Margarida de Prades   | Barcelona         | Martim I  |

### Casa de Trastâmara
| De   | Até  | Nome                     | Casa originária  | Esposa de   |
| ---- | ---- | ------------------------ | ---------------- | ----------- |
| 1412 | 1416 | Leonor Urraca de Castela | Borgonha-Espanha | Fernando I  |
| 1416 | 1458 | Maria de Castela         | Trastâmara       | Afonso V    |
| 1458 | 1468 | Joana Henriques          | Henriques        | João II     |
| 1479 | 1504 | Isabel I de Castela      | Trastâmara       | Fernando II |
| 1505 | 1516 | Germana de Foix          | Foix             | Fernando II |

A partir de 1516, a união dos reinos espanhóis passou a ser chamada de Espanha e Isabel de Portugal (consorte de Carlos I) foi a primeira rainha consorte da Espanha.
Carlos I era filho de Joana I, Rainha da Espanha e do Rei consorte Filipe, o Belo.